# Mark Skaife

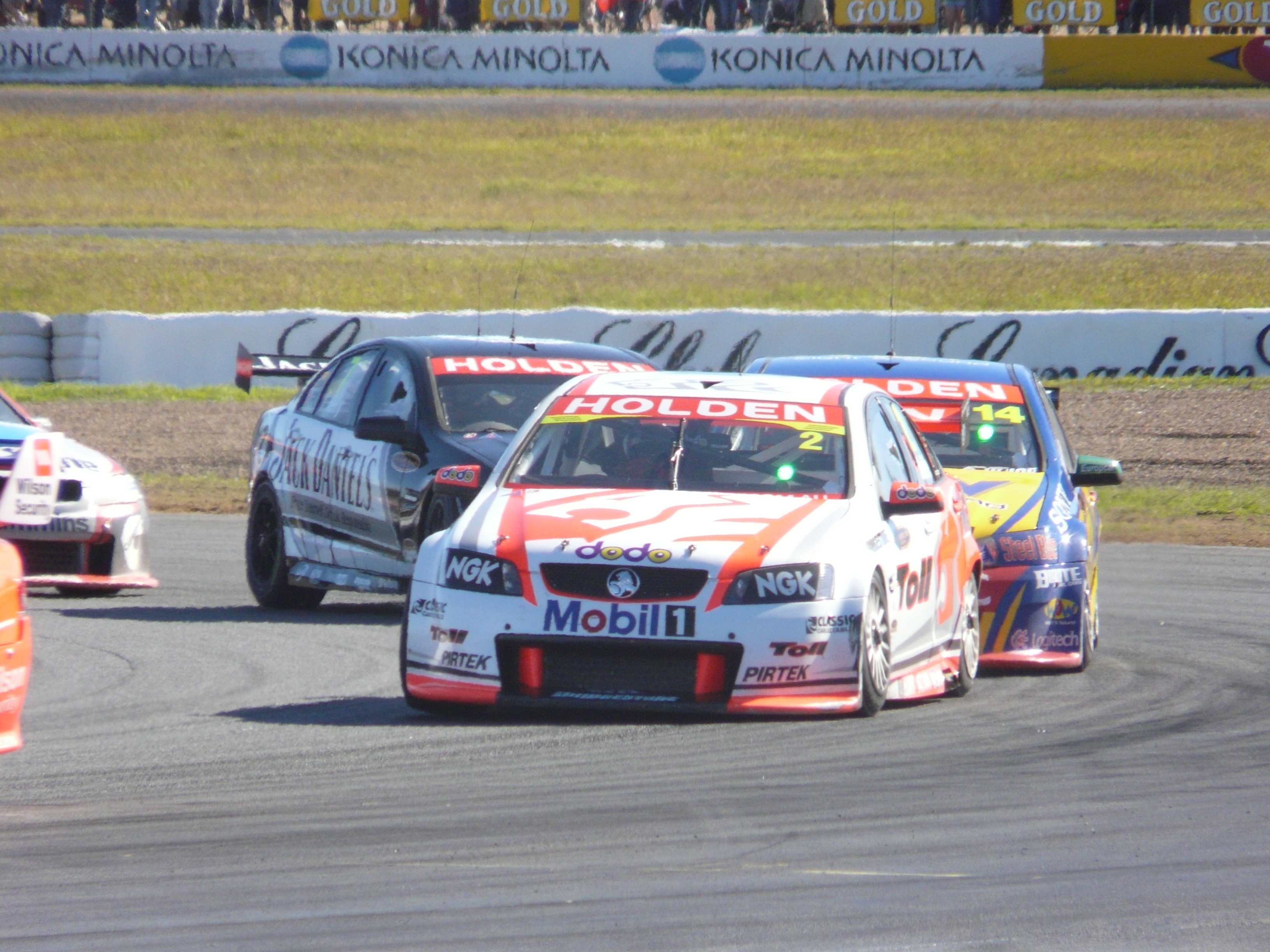
Skaife su Holden nel 2008

Mark Skaife (Gosford, 3 aprile 1967) è un pilota automobilistico e dirigente sportivo australiano, tre volte campione V8 Supercar Championship Series, due volte del l'Australian Touring Car Championship, nonché sei volte vincitore della Bathurst 1000. Il 29 ottobre 2008 ha annunciato il ritiro dalle competizioni automobilistiche a tempo pieno. Da quando si è ritirato, ha lavorato come commentatore e presentatore sia per Seven Network che per Fox Sports Australia.

## Palmarès
- Australian Drivers' Championship: 2
1991, 1992, 1993
- Australian Touring Car Championship: 2
1992, 1994
- V8 Supercar Championship Series: 3
2001, 2002, 2003
- Clipsal 500: 2
2002, 2003
- Bathurst 1000: 6
1991, 1992, 2001, 2002, 2005, 2010